# Tripanurga guatemala
Tripanurga guatemala är en tvåvingeart som beskrevs av Thomas Pape 1990. Tripanurga guatemala ingår i släktet Tripanurga och familjen köttflugor.
Artens utbredningsområde är Guatemala. Inga underarter finns listade i Catalogue of Life.